# Papa Arko
Papa Arko (zm. 26 listopada 2023) – ghański piłkarz grający na pozycji pomocnika. W swojej karierze grał w reprezentacji Ghany.

## Kariera klubowa
W swojej karierze piłkarskiej Arko grał w klubie Asante Kotoko SC.

## Kariera reprezentacyjna
W reprezentacji Ghany Arko zadebiutował w 1980 roku. W tym samym roku został powołany do kadry na Puchar Narodów Afryki 1980. Na tym turnieju zagrał w trzech meczach grupowych: z Algierią (0:0), z Gwineą (1:0) i z Marokiem (0:1).
W 1984 roku Arko powołano do kadry na Puchar Narodów Afryki 1984. Na tym turnieju zagrał w trzech meczach grupowych: z Nigerią (1:2), z Algierią (0:2) i z Malawi (1:0). W kadrze narodowej grał do 1984.